# Маленька принцеса (фільм, 1997)
«Маленька принцеса» — художній фільм режисера Володимира Грамматикова, знятий в 1997 році за однойменним романом Френсіс Елізи Бернет.

## Сюжет
Кінець XIX століття. До Лондона повертаються капітан Кру і його маленька дочка Сара, які довго жили в Індії. Сара завжди мріє про щось незвичайне. Мати Сари померла дуже рано, і батько, знову виїжджаючи на службу, залишає дівчинку на виховання в пансіоні для шляхетних дівчат міс Мінчін. У день народження Сари з Індії приходить новина, що капітан Кру помер. Ставлення до Сари, яка раніше була улюбленою ученицею, різко змінюється. З розкішних апартаментів її відправляють на горище і роблять служницею, такою ж, як і її нова подруга Беккі.
Через деякий час з Індії приїжджає містер Керінсфорд, колишній близький товариш Ральфа Кру з його колегою з розкопок алмазних копій. Він і його слуга Рам Дассо довго шукають Сару і врешті-решт знаходять. Вони стають власниками алмазних розсипів. Тепер Сара — знову дуже багата дівчинка.
Різдво Христове. Сара запрошує всіх на свято. Міс Мінчін намагається відговорити свою сестру міс Амелію і вихованок йти туди, але в підсумку навіть її улюблений пес, втомлений від її злісного характеру, тікає на торжество до Сари.

## В ролях
- Настя Меськова — Сара Кру
- Алла Демидова — міс Марія Мінчін, власниця пансіону для дівчат
- Ігор Ясулович — Керінсфорд, близький товариш Ральфа Кру
- Єгор Грамматіков — капітан Кру
- Ганна Терехова — міс Амелія Мінчін
- Лянка Гриу (в титрах Ляна Ільницька) — Беккі
- Катя Михайлівська — Ерменгарда
- Софія Тимченко — Лотті
- Маша Машкова — Лавінія
- Олеся Третьякова — Анні, помічниця міс Браун
- Аня Дякина — Джессі
- Віктор Яников — адвокат Барроу
- Євген Парамонов — адвокат Кармікел
- Степан Деметер — Рам Дассо, слуга індус
- Тетяна Аксюта — міс Браун, власниця булочної
- Катерина Морозова — Марієтта, вихователька
- Володимир Грамматіков — антиквар
- Олексій Баталов — текст від автора
- Михайло Філіпчук — перехожий з тростиною

## Знімальна група
- Автор сценарію: Галина Арбузова, Володимир Железников
- Режисер: Володимир Грамматіков
- Продюсери: Михайло Литвак, Михайло Зільберман
- Оператор: Олександр Антипенко
- Композитор: Володимир Давиденко
- Звукооператор: Михайло Резніченко

## Зйомки
Фільм знімали в Ялті. За спогадами Лянки Гриу: «Я хотіла отримати роль принцеси, але мене затвердили на Беккі. Я плакала всю ніч і говорила мамі, що відмовлюся від зйомок. У відповідь мама запропонувала мені самій сказати про це рішення режисерові. Напевно, з боку було смішно, коли семирічна дівчинка намагалася пояснити режисерові, чому відмовляється від ролі... Грамматіков вислухав і півгодини серйозно пояснював, чому я повинна грати Беккі. І переконав. Ці зйомки в Ялті стали одним з найяскравіших спогадів за всі мої 24 роки роботи в кіно»

## Призи
- XVII МКФ фільмів для дітей в Москві (1998) — приз «Георгія Побідоносця», актриса Настя Меськова — Велика золота медаль.
- Премія «Ніка» (1998) за кращу операторську роботу — Олександру Антипенко[2]